# الملعونون
الملعونون هو فيلم غموض خارق للطبيعة قادم من سنغافورة ، كتبه وأخرجه وأنتجه رينا دين. الفيلم من بطولة جاد أو وأماندا ييب، وهو أول فيلم رعب مستقل منخفض الميزانية في سنغافورة مع طاقم من ذوي الإعاقة، ويستكشف الإعاقة وتمثيل الإعاقة.

## الحبكة
عندما تختفي الطالبة الجامعية سيتي ليمينتو (الفاقدة للبصر جزئيًا)، تلجأ صديقتها وزميلتها لورا هينغ (التي تعاني من ضعف السمع) إلى الشرطة بقصة غريبة. تزعم لورا أن سيتي عالقة في قرية مهجورة مسكونة في غابة. لكن لورا كاذبة قهرية. ومع تطور التحقيق، تنكشف قصة لورا وتنكشف أسرارها. هل تقول لورا الحقيقة لأول مرة في حياتها، أم أنها قتلت سيتي واختلقت هذه القصة الغريبة.

## الشخصيات
- جيد أو في دور لورا هينغ.

- أماندا ييب في دور سيتي ليمينتو.

- ميلا ترونكوسو في دور ديا.

- مايكل جيه باركس في دور مايكل.

- إيلين سيو في دور ضابط التحقيق الأول.

- مصطفى علي خان في دور المفتش أرون.

- ماي يوا شيونغ في دور المفتش ينغ.

- هيمانشو في دور البروفيسور كامبلي.

- فاندانا تيكو في دور عميدة جامعة ترنيمة الميثاق.

- كيلي في دور والدة لورا هينغ.

## الإنتاج
فيلم "الملعونون" من تأليف وإخراج وإنتاج رينا دين، وهي مُعلمة سابقة تحولت إلى مُخرجة أفلام وتعاني من عُسر القراءة واضطراب ما بعد الصدمة المُعقد. أرادت دين أن تُروي قصةً تُجسد شخصياتٍ من ذوي الإعاقة، دون أن تدور حول الإعاقة. جسّد جميع الشخصيات في الفيلم ممثلون من ذوي الإعاقة، وتألف طاقم العمل من أشخاصٍ ذوي إعاقة وأفرادٍ من مجتمعاتٍ مُهمّشة أخرى. استعانت دين بنادي "كينو ريد دوت" السينمائي السنغافوري للعثور على مُمثلين وطاقم عمل من ذوي الإعاقة.
كانت جيد أو، الممثلة التي تعاني من ضعف سمع متوسط إلى شديد، أول من انضم إلى المشروع، حيث لعبت دور لورا، الطالبة الجامعية التي تُشتبه في اختفاء صديقتها. ثم رشحت أو صديقتها وزميلتها الممثلة أماندا ييب، المصابة بالتهاب الشبكية الصباغي (فقدان البصر التدريجي الذي يؤثر على شبكية العين)، والتي اختيرت بدورها لدور سيتي، المرأة المفقودة. أما مايكل جيه باركس، الذي يعاني من إعاقات في القراءة والذاكرة، فقد كان مساعد مخرج، ولعب أيضًا دور مايكل.
بدأ تصوير الفيلم في سنغافورة عام 2023. وتعطل التصوير في عدة مناسبات بسبب الحرارة والرطوبة الشديدتين، وكذلك بسبب العواصف الممطرة.
تم ارتجال بعض الحوار، للمساعدة في دعم احتياجات الوصول للممثلين.
تم الانتهاء من التصوير في عام 2024، وفي أغسطس 2024، بدأت مرحلة ما بعد الإنتاج مع شركة باراشوتس بيكتشيرز.

## الاستقبال
فيلم وثائقي قصير عن صناعة فيلم "الملعونون"، يضم لقطات من الفيلم، عُرض في مهرجان "إيامينفيزيبل " السينمائي في سنغافورة لعام 2023 (الذي أُقيم في نوفمبر 2023)، وهو مهرجان سينمائي يحتفي بمواهب صناعة الأفلام للأشخاص ذوي الإعاقة وتمثيلهم في السينما. حاز هذا الفيلم الوثائقي على جائزة تقدير من عضو البرلمان عن دائرة "ني سون" التمثيلية، لويس نج.
فيلم وثائقي قصير ثانٍ يروي رحلة فريق العمل والممثلين في صنع الفيلم عُرض في مهرجان بوكا السينمائي لعام 2023 في سنغافورة، حيث حصل على المركز الثالث، وحصل على جائزة قدرها 5000 دولار من بوكا لتعويض تكاليف ما بعد الإنتاج.
تم اختيار لقطات من الفيلم أيضًا لعرضها في معرض "هذا جسدي". مناصرة الإعاقة من خلال الفن: نظرة أقرب على أجساد ذوي الإعاقة ، وهو معرض افتراضي دولي تنظمه منظمة "الفنان الجائع". عرض المعرض فنانين يتحدون الصور النمطية الراسخة ويروجون لإمكانية الوصول في جميع جوانب الحياة، ونُشر كتاب عن المعرض في مارس 2024.